# 奥特洛
52°06′N 5°47′E / 52.100°N 5.783°E
奧特洛（荷蘭語：Otterlo），或譯奧特羅，是位於荷蘭海爾德蘭省的一個小村莊，在行政區劃上屬於埃德。1818年之前，奧特羅曾是獨立的市鎮，但後拉合併入埃德。克勒勒-米勒博物館位於此地。

## 外部連結
维基共享资源上的相關多媒體資源：奥特洛